# دورا، نیومکزیکو
دورا (به انگلیسی: Dora) یک منطقهٔ مسکونی در ایالات متحده آمریکا است که در شهرستان روزولت، نیومکزیکو واقع شده‌است.
 دورا ۷٫۲۱ کیلومتر مربع مساحت و ۱۳۳ نفر جمعیت دارد و ۱٬۳۰۸ متر بالاتر از سطح دریا واقع شده‌است.